# Хронология войны в Донбассе (2019)
Данная статья является частью хронологии войны на Донбассе и описывает события, произошедшие в 2019 году.

## 2019 год
10 января в результате обстрела служебного автомобиля коммунального предприятия «Вода Донбасса» три сотрудника этой службы получили ранения различной степени тяжести. Служебный автомобиль КП «Вода Донбасса» попал под обстрел во время очистки от снега подъездной дороги к крупной насосной станции и сгорел. С учётом этого инцидента за последние девять месяцев от таких обстрелов пострадали 11 сотрудников предприятия «Вода Донбасса», обеспечивающего поставку чистой воды через несколько насосных и фильтрационных станций, которые обслуживают 3,5 миллиона жителей по обе стороны «линии соприкосновения».
12 января президент Украины Пётр Порошенко сообщил о том, что государственный концерн «Укроборонпром» закупил турецкие разведывательные БПЛА Bayraktar TB2, способные выполнять ударные функции. По мнению экспертов, на которых ссылается газета «Коммерсантъ», эта закупка не способна радикально изменить баланс сил в зоне конфликта в Донбассе, но позволит ВСУ проводить «точечные операции», грозящие новой дестабилизацией. По данным турецкого агентства Anadolu, шесть БПЛА будут поставлены Украине «в течение года».
8 февраля президент Украины Пётр Порошенко утвердил своим указом границы «временно оккупированных» районов и населённых пунктов Донецкой и Луганской областей (самопровозглашённые ДНР и ЛНР). В Донецкой области в перечень «временно оккупированных» попали Донецк, Горловка, Дебальцево, Докучаевск, Енакиево, Ждановск, Макеевка, Шахтёрск и другие населённые пункты. В Луганской области в список внесли Луганск, Алчевск, Антрацит, Должанск, Первомайск, Ровеньки и другие.
10 февраля Госпогранслужба Украины сообщила, что пограничники из состава Операции объединённых сил (ООС) зафиксировали «признаки использования российскими наёмниками лазерного оружия» на территории ЛНР, в районе КПВВ «Станица Луганская». Как указано на сайте Госпогранслужбы, «информация о возможном использовании запрещённого лазерного оружия специального назначения доведена до международных и правозащитных организаций».
12 февраля в Нью-Йорке состоялось заседание Совбеза ООН по Украине, приуроченное к четвёртой годовщине подписания минских соглашений («Минск-2»). Как показала дискуссия, реализация мирного плана, согласованного лидерами Германии, Франции, России и Украины в феврале 2015 года, находится в тупике. По итогам заседания заместитель постоянного представителя США при ООН Джонатан Коэн возложил на Россию всю ответственность за отсутствие прогресса в урегулировании в Донбассе: «Наши санкции по Донбассу будут действовать до тех пор, пока Россия полностью не выполнит минские соглашения».
16 февраля представительство ДНР в Совместном центре по контролю и координации режима прекращения огня (СЦКК) заявило, что ВСУ за сутки 19 раз нарушили режим перемирия в Донбассе. По данным ДНР, огонь вёлся из гаубиц, миномётов, вооружения БМП и стрелкового оружия. В результате пострадал один человек. Народная милиция ЛНР заявила о девяти обстрелах украинскими военными. Пострадавших нет. В свою очередь штаб ООС заявил о девяти обстрелах позиций ВСУ. В результате погиб один военный, двое получили ранения.
18 февраля в центре Донецка произошли три взрыва. По данным Совместного центра по контролю и координации режима прекращения огня (СЦКК), взрывы произошли в 350 и 150 м от гостиницы «Парк Инн», где живут представители мониторинговой миссии ОБСЕ. В результате были повреждены два здания. Взрывы были осуществлены при помощи закладки боеприпасов, сообщил журналистам заместитель командующего оперативным командованием ДНР Эдуард Басурин. По мнению Басурина, цель диверсий — обострить обстановку в Донбассе и запугать представителей Специальной мониторинговой миссии (СММ) ОБСЕ.
19 февраля Следственный комитет РФ сообщил о возбуждении новых дел по фактам обстрела украинскими военнослужащими гражданского населения Донбасса. По данным СКР, 16 февраля военнослужащие ВСУ и Национальной гвардии Украины обстреляли объекты гражданской инфраструктуры в Докучаевске (ДНР), а 18 февраля совершили артиллерийский обстрел из тяжёлых видов вооружения гражданских объектов в посёлке Донецкий (ЛНР). В результате этих действий получили ранения два человека. Уголовные дела возбуждены по ч. 1 ст. 356 УК РФ (жестокое обращение с гражданским населением, применение в вооружённом конфликте средств и методов, запрещённых международным договором Российской Федерации).
23 февраля на пропускном пункте «Еленовка» в Донбассе подорвался микроавтобус, выехавший на обочину. В результате взрыва 32-летний водитель автобуса погиб на месте, двое пассажиров — 85-летняя женщина и 59-летний мужчина — пострадали; позднее женщина скончалась от полученных ранений. По словам представителя ДНР, жители населённого пункта Снежное ездили на подконтрольную украинским властям территорию за пенсией. По факту подрыва микроавтобуса Следственным комитетом России возбуждено уголовное дело по статье УК России «жестокое обращение с гражданским населением». По их версии, военнослужащие ВСУ заминировали разделительный газон автомобильной дороги Славянск — Донецк — Мариуполь перед контрольным пунктом въезда-выезда ДНР: «своими действиями украинские военнослужащие нарушили протокол о прекращении применения оружия на юго-востоке Украины и меморандум к нему, положения Конвенции о защите гражданского населения во время войны и Дополнительный протокол II к ней».
25 февраля в городе Макеевка, контролируемом ДНР, был проведён подрыв самодельного взрывного устройства. По данным Управления Народной милиции ДНР, к инциденту причастны украинские диверсанты.
26 февраля, по сообщению Народной милиции ЛНР, диверсионно-разведывательная группа ВСУ в составе 10 человек предприняла попытку проникновения на контролируемую ЛНР территорию (в районе населённого пункта Золотое), но была обнаружена, обстреляна и, понеся потери, отступила. Один из диверсантов был задержан.
1 марта Замначальника управления Народной милиции Эдуард Басурин заявил, что за прошедшие сутки позиции ДНР обстреливались со стороны 58-й и 57-й мотопехотных, 24-й и 93-й механизированных, а также 79-й десантно-штурмовой бригады ВСУ на горловском, донецком и мариупольском направлениях, в том числе с применением миномётов, бронетехники, зенитных установок и гранатомётов. По словам Басурина, «ответным огнём из не запрещённого Минскими соглашениями вооружения огневые точки противника были подавлены. Потери ВСУ составили: трое убитыми и четверо ранеными. Потерь среди личного состава Народной милиции нет».
2 марта президент Украины Порошенко заявил, что с 1 апреля поднимет финансовое довольствие военнослужащим, находящимся на передовой в Донбассе: «Начиная с первого апреля, я приказываю, чтобы денежное обеспечение — доплату на первой линии поднять на 2000 грн. Минимальная доплата должна составлять 12000 грн для каждого военнослужащего». Доплату на второй линии поручено поднять на 1000 грн, доведя её до 5500 грн. Порошенко также заявил, что украинским военным морякам, проходящим службу в Азовском море, необходимо обеспечить такую же доплату, как и военным на первой линии.
3 марта начальник пресс-службы Управления Народной милиции ДНР Даниил Безсонов сообщил, ссылаясь на данные разведки, что украинское командование перебросило в район посёлка Зайцево под Горловкой около 100 военнослужащих полка «Азов», придав им 8 боевых машин пехоты, 10 танков из состава 30-й механизированной бригады и 122-мм гаубицы Д-30. Ранее, в феврале, группа военнослужащих полка «Азов» прибыла в посёлок Травневое под Горловкой.
6 марта начальник пресс-службы Управления Народной милиции ДНР Даниил Безсонов сообщил, что «командир 128-й отдельной горно-штурмовой бригады Собко воспользовался прибытием в свою зону ответственности украинских СМИ, а именно журналистов „5 канала“, и активизировал демонстрацию боевых возможностей своих подразделений, применив крупнокалиберные пулемёты и гранатомёты по жилым кварталам Докучаевска».
8 марта в Донбассе вступило в силу бессрочное соглашение о прекращении огня, приуроченное к Международному женскому дню. Так называемое «весеннее перемирие» было согласовано Контактной группой по урегулированию конфликта в Донбассе накануне, 7 марта. Как заявил руководитель представительства ДНР в Совместном центре по контролю и координации режима прекращения огня Руслан Якубов, «буквально через пять минут после вступления в силу обновлённых обязательств сторон о соблюдении всеобъемлющего и бессрочного режима прекращения огня они были нарушены вооружёнными формированиями Украины». По данным ДНР, обстрел вёлся из 120-мм миномётов по посёлку Александровка на западной окраине Донецка, после чего были зафиксированы ещё четыре обстрела, в том числе Докучаевска и Ясиноватой. Применялись 82-мм миномёты, вооружение БМП, гранатомёты и стрелковое оружие, в том числе крупнокалиберное.
8 марта Замначальника управления Народной милиции ДНР Эдуард Басурин сообщил, ссылаясь на данные разведки, о снятии генерала Евгения Мойсюка с должности командующего оперативно-тактической группировки «Восток». В состав ОТГ «Восток» входят подразделения 128-й отдельной горно-штурмовой бригады, 58-й омпбр и 93-й омбр. Ожидается, что Мойсюка на этой должности сменит заместитель командующего морской пехотой ВМС Украины полковник Артём Владимирович Лучников.
По состоянию на 10 марта, наблюдатели Специальной мониторинговой миссии (СММ) ОБСЕ зафиксировали около 400 нарушений режима прекращения огня (в том числе 63 взрыва) после вступления в силу «весеннего перемирия». В Донецкой области наблюдатели СММ зафиксировали около 380 нарушений, в том числе 56 взрывов, в Луганской области — около 30 нарушений режима прекращения огня, в том числе 7 взрывов.
19 марта в пресс-службе Генеральной прокуратуры ДНР сообщили о возбуждении уголовных дел против старших офицеров ВСУ, причастных к обстрелам ДНР в марте 2019 года: командиров 58-й отдельной мотопехотной бригады ВСУ Михаила Драпатого, 79-й десантно-штурмовой бригады Валерия Курача, 93-й отдельной механизированной Дмитрия Брыжинского и 30-й отдельной механизированной Ивана Гараза. Под их руководством велись обстрелы Донецка, Горловки и прилегающих посёлков Гольмовский, Доломитное и Зайцево, а также сёл Саханка и Коминтерново на юге ДНР.
23 марта начальник пресс-службы Управления Народной милиции ДНР Даниил Безсонов сообщил, что Силы народной милиции ДНР подавили огневые позиции украинской армии, с которых в минувшие сутки велись обстрелы жилых домов в селе Коминтерново на юге ДНР: «Силовики 79-й десантно-штурмовой бригады <…> из миномётов калибром 120 и 82 мм, гранатомётов и крупнокалиберного стрелкового оружия обстреляли населённые пункты Коминтерново и Ленинское. Ответным огнём из не запрещённого Минскими соглашениями вооружения огневые точки противника были подавлены».
26 марта официальный представитель Народной милиции ЛНР подполковник Андрей Марочко сообщил на брифинге в ЛуганскИнформЦентре о возможной подготовке вооружённой провокации ВСУ в районе украинского контрольно-пропускного пункта «Станица Луганская»: «От наших источников в штабе „операции оккупационных сил“ получена информация о прибытии в зону ответственности 25-й десантно-штурмовой бригады командующего десантно-штурмовыми войсками генерал-лейтенанта (Михаила) Забродского. Вместе с ним в населённый пункт Станица Луганская прибыло подразделение Сил специальных операций ВСУ в количестве 25 человек… Согласно той же информации, Забродский совместно с командиром 25-й бригады … (полковником Олегом) Зенченко планирует проведение вооружённой провокации в районе КПВВ „Станица Луганская“ с гибелью мирных жителей, ответственность за которую Украина традиционно попытается переложить на военнослужащих Народной милиции ЛНР», — рассказал Марочко. По его словам, «для освещения и придания общественного резонанса спланированному киевскими силовиками преступлению в район КПВВ „Станица Луганская“ прибыли группы журналистов телеканалов „1+1“ и „5 канал“, которые якобы случайно должны оказаться на месте событий в нужное время». 27 марта подполковник Марочко сообщил журналистам о намерении ВСУ использовать ударные БПЛА для совершения провокации на пункте пропуска «Станица Луганская» и в дальнейшем обвинить в произошедшем ЛНР. По его словам, подготовка к запуску БПЛА военнослужащими 25-й воздушно-десантной бригады в районе пункта пропуска «Станица Луганская» была зафиксирована в отчёте СММ ОБСЕ за 26 марта.
30 марта начальник пресс-службы Управления Народной милиции ДНР Даниил Безсонов сообщил, что командующий оперативно-тактической группировкой «Восток» ВСУ Юрий Содоль приказал усилить разведку и перейти в высшую степень боевой готовности в преддверии президентских выборов на Украине. Безсонов призвал граждан Украины «здраво осмыслить своё решение и сделать правильный выбор, направленный на прекращение кровопролития на юго-востоке страны».
4 апреля начальник пресс-службы Народной милиции ЛНР Яков Осадчий сообщил на брифинге в ЛуганскИнформЦентре, что в расположение 25-й воздушно-десантной бригады в районе Станицы Луганской прибыли сотрудники британско-американской некоммерческой организации HALO Trust, которым будет поручено составить точные карты минных полей, поскольку сами инженерные подразделения бригады «неспособны это сделать». В Народной милиции указывают на продолжающееся беспорядочное минирование участков у линии соприкосновения, что приводит к жертвам как среди гражданского населения, так и самих военнослужащих ВСУ. «К тому же у вновь прибывших для замены командиров бригад, как правило, отсутствуют карты минных полей», — пояснил начальник пресс-службы управления Народной милиции ЛНР. В 2018 году беспорядочное минирование местности в зоне так называемой «операции объединённых сил» привело к гибели 25 военнослужащих ВСУ, ранению более 80 бойцов и уничтожению более 10 единиц техники.
19 апреля, согласно сообщению Управления Народной милиции ДНР, две диверсионно-разведывательные группы ВСУ численностью по 10-12 человек предприняли попытку скрытно проникнуть на территорию ДНР в районе села Октябрь, но были обнаружены и вышли на своё собственное минное поле, где двое из них подорвались и ещё двое получили ранения. При попытке эвакуировать пострадавших ещё четыре военнослужащих погибли и пять пострадали. В ходе столкновения погибли три военнослужащих ДНР. Штаб Операции объединённых сил Украины сообщил в Facebook, что потерь у украинских военных нет, а «на вражеские провокации подразделения Объединённых сил дали адекватный ответ».
5 мая пресс-центр штаба операции Объединённых сил в Донбассе сообщил, что район проведения ООС посетила делегация аппарата военного атташе при посольстве США в Украине, которая ознакомилась с оперативной обстановкой, а также условиями эксплуатации ВСУ переданного им американского оборудования. Американские военные также изучили полученную подразделениями ООС информацию относительно тактики действий «российских оккупационных войск» и мероприятий по противодействию, которые применяют украинские военнослужащие.
6 мая президент Украины Порошенко назначил генерал-лейтенанта Александра Сырского новым командующим операцией объединённых сил (ООС). С марта 2018 года эту должность занимал генерал Сергей Наев. Александр Сырский в начале 2010-х годов занимал должность первого заместителя начальника Объединённого оперативного командования ВСУ. Участвовал в боях за Дебальцево зимой 2015 года. В 2016 году возглавил Объединённый оперативный штаб ВСУ, в 2017 году командовал антитеррористической операцией.
Как заявил 6 мая президент Порошенко, за время вооружённого конфликта в Донбассе погибли 2973 украинских военнослужащих.
11 мая Национальная гвардия Украины сообщила о начале испытания гранатомётов PSRL-1, партия которых (500 шт.) получена из США. PSRL-1 — нелицензионная модифицированная версия советского ручного гранатомёта РПГ-7, выпущенная компанией AirTronic. Для эксплуатации гранатомёта, предназначенного для поражения бронетехники и пехоты, разработана программа обучения личного состава ВСУ.
22 мая, согласно сообщению пресс-службы Объединённых сил, восемь военнослужащих ВСУ, передвигавшихся на грузовике в районе населённого пункта Новотроицкое, отклонились от предусмотренного маршрута и «попали на оккупированную территорию, где были задержаны боевиками вооружённых формирований РФ». В Управлении Народной милиции ДНР объявили о задержании диверсионно-разведывательной группы: «Сегодня в ходе успешно проведённой операции НМ ДНР была задержана ДРГ противника. При задержании у боевиков была изъята форма, автомобильные номерные знаки и документы образца НМ, а также взрывчатые вещества», — сказано в заявлении.
27 мая Владимир Зеленский впервые посетил Донбасс в качестве главы государства. Он осмотрел позиции ВСУ в Станице Луганской и населённый пункт Счастье, выслушал доклад командующего ООС Александра Сырского.
4 июня в 07:40 утра, как сообщило представительство ДНР в Совместном центре по контролю и координации режима прекращения огня, «вооружённые формирования Украины открыли огонь со стороны населённого пункта Пески по северо-западной окраине Донецка — микрорайону Октябрьский — с применением 82-мм миномётов. Выпущено девять мин. В результате обстрела повреждён купол мечети». На момент начала обстрела в мечети по случаю одного из главных мусульманских праздников — Ураза-Байрам — находились люди, которым пришлось спуститься в подвал. Пострадавших нет.
7 июня в министерстве обороны заявили об обострении обстановки на линии соприкосновения: «На окраине посёлка Новолуганское Бахмутского района в ночь на 7 июня вражеская мина калибра 120 мм попала в блиндаж. Во время обстрела погибли двое военнослужащих национальной гвардии „Азов“, ещё восемь бойцов получили ранения различной степени тяжести». Представители ДНР заявили, что обострение обстановки связано с попыткой прорыва украинских войск на горловском направлении, в которой было задействовано 30 человек из состава полка «Азов».
Тем временем президент Украины Владимир Зеленский сделал заявление по поводу артиллерийских обстрелов в районе Новолуганского и других населённых пунктов: «Вопиющее нарушение Минских соглашений — применение артиллерии — свидетельствует как минимум о частичной потере управления и контроля над наёмниками. Мы надеемся, что российская сторона возобновит контроль над этими подразделениями… Обстрелы украинских военных — очевидная попытка в очередной раз сорвать процесс переговоров о прекращении огня. Кто бы ни отдал приказ, Вооружённые силы Украины будут отвечать жёстко и в соответствии с ситуацией. А на дипломатическом уровне наша позиция о необходимости прекращения огня и освобождения пленных останется твёрдой и неизменной».
В конце июня было проведено разведение сил и средств на участке линии соприкосновения в районе Станицы Луганской, что подтвердила Специальная мониторинговая миссия ОБСЕ.
7 июля Владимир Зеленский побывал в Луганской области и посетил Станицу Луганскую, где находятся разрушенный мост через Северский Донец и единственный в области пункт въезда и выезда на не контролируемую Киевом территорию. Поездка проходила на фоне новых сообщений об обстрелах украинской армией патрулей СММ ОБСЕ на участке разведения сторон в районе населённого пункта Золотое.
8 июля три военнослужащих полка специального назначения «Азов» Национальной гвардии Украины получили минно-взрывные ранения различной степени тяжести в результате подрыва их «КамАЗа» на взрывном устройстве в районе населённого пункта Новолуганское. В результате разбирательства выяснилось, что перед выездом в штабе 30-й бригады была получена устаревшая карта минных полей.
16 июля начальник пресс-службы Управления Народной милиции ДНР Даниил Безсонов заявил, что подразделения полка «Азов», переброшенные в район Горловки на усиление недоукомплектованных 92-й и 56-й бригад ВСУ, по указанию бывшего командира полка Билецкого осуществили обстрел населённого пункта Доломитное «несмотря на указания президента Украины командующему ООС Сырскому о снижении интенсивности ведения огня по населённым пунктам Республики в преддверии предстоящей встречи Контактной группы».
17 июля на заседании Контактной группы в Минске была достигнута договорённость о бессрочном прекращении огня с полуночи 21 июля 2019 по киевскому времени, а также о полном доступе наблюдателей СММ ОБСЕ на всю территорию Украины. Контактная группа в своём заявлении подчеркнула важность принятия и соблюдения соответствующих приказов о прекращении огня, о чём будут сделаны публичные заявления высшего командования сторон, эффективного применения дисциплинарных мер в случаях нарушений режима прекращения огня и уведомления о них СММ ОБСЕ, отказа от наступательных действий и разведывательно-диверсионных операций. Также была подчёркнута важность «неприменения любого вида огня, включая снайперский, размещения тяжёлого вооружения в населённых пунктах и в их близости, в первую очередь на объектах гражданской инфраструктуры, включая школы, детские сады, больницы и общественные помещения». Было согласовано решение о восстановлении разрушенного моста в районе Станицы Луганской. Пешее движение по мосту, который был частично подорван украинскими силовиками в начале 2015 года, осуществляется по временным деревянным лестницам и настилам. Движение транспорта по мосту пока невозможно.
По данным представительства ДНР в Совместном центре по контролю и координации режима прекращения огня, за период действия «весеннего» перемирия (с 8 марта по 20 июля) украинские военные выпустили по территории ДНР более 25 тыс. боеприпасов: «Подразделения украинской армии 1893 раза нарушили режим прекращения огня, выпустив по территории ДНР 25 630 боеприпасов. Общая масса боеприпасов составила 185 тонн, или 2800 ящиков». Применялись тяжёлые артиллерийские орудия, танки, противотанковые ракеты, миномёты и другое вооружение. В результате обстрелов погибли два мирных жителя, 31 человек получил ранение. Повреждено 522 объекта жилья и инфраструктуры.
20 июля примерно в 19:00, за несколько часов до начала прекращения огня, с позиций 54-й бригады ВСУ (командир бригады полковник Майстренко) был произведён массированный миномётный обстрел жилых кварталов города Первомайск (Луганская область). По сообщению генпрокуратуры ЛНР, в результате обстрела был повреждён многоэтажный жилой дом, одна женщина погибла, семь человек получили ранения, в том числе девочка в возрасте 3,5 лет. Город был полностью обесточен. Как позднее стало известно, в ночь с 22 на 23 июля в район населённого пункта Врубовка, в зону ответственности 54-й бригады ВСУ, прибыли сотрудники военной контрразведки СБУ для разбирательства по факту обстрела Первомайска.
21 июля, как сообщил начальник пресс-службы управления Народной милиции ЛНР Яков Осадчий,
два сапёра из состава 25-й отдельной воздушно-десантной бригады ВСУ погибли, ещё двое получили ранения в результате подрыва на своих минах во время установки новых минно-взрывных заграждений в районе населённого пункта Счастье.
22 июля, как сообщил начальник пресс-службы управления Народной милиции ЛНР Яков Осадчий, подразделения ПВО Народной милиции сбили в районе Первомайска украинский ударный беспилотный летательный аппарат «Фурия», оборудованный приспособлением для сброса боевого заряда — самодельного оболочного взрывного устройства, начинённого металлическими поражающими элементами для достижения максимального урона. После обнародования информации о применении подразделениями 54-й бригады ВСУ ударного БПЛА с целью проведения теракта в Первомайске в зону ответственности бригады прибыла комиссия управления службы БПЛА генштаба ВСУ для проведения разбирательства по данному факту. Было установлено, что приказ на установку боевого заряда на БПЛА отдал лично командир бригады полковник Алексей Майстренко. Материалы по делу переданы в генеральную прокуратуру Украины, ведётся следствие.
23 июля начальник пресс-службы Управления Народной милиции ДНР Даниил Безсонов заявил, что в районе лесных массивов вблизи населённых пунктов Калиново и Тарасовка под Горловкой украинская армия разместила артиллерийские орудия калибра 122 и 152 мм в нарушение положения Минских соглашений о линии отвода. По его информации, речь идёт о САУ «Акация» и «Гвоздика» из подразделений бригадной артиллерийской группы 92-й механизированной бригады ВСУ.
24 июля пресс-служба управления Народной милиции ЛНР сообщила о продолжающемся минировании местности в зоне ответственности 30-й отдельной механизированной бригады (населённые пункты Луганское и Лозовое) и 25-й бригады ВСУ (лесной массив на окраине населённого пункта Станица Луганская. Одновременно с минированием местности производится дооборудование боевых позиций в районах села Крымское и посёлка городского типа Новтошковское (14-я отдельная механизированная бригада).
27 июля официальный представитель Народной милиции ДНР Эдуард Басурин сообщил, что украинское командование в Краматорске провело экстренное заседание, на котором обсуждался вопрос эффективности использования одного из подразделений полка «Азов» на Горловском направлении. Было заявлено, что бойцы подразделения отказались подчиняться руководству ВСУ и попытались силой занять более выгодные позиции 30-й бригады, заминировав для этого дорогу, по которой передвигались военнослужащие 30-й отдельной механизированной бригады. В результате этого три человека подорвались на мине и получили тяжёлые ранения. Решение о выводе подразделения из зоны боевых действий должны утвердить министр внутренних дел Украины Арсен Аваков и командующий Национальной гвардией Николай Балан.
5 августа Зеленский назначил новым командующим операцией объединённых сил (ООС) генерал-лейтенанта Владимира Кравченко, ранее возглавлявшего оперативно-тактическую группировку «Север», в зону ответственности которой входит территория Житомирской, Киевской, Полтавской, Сумской, Черкасской, Черниговской области и города Киев.
6 августа в районе Павлополя Донецкой области произошёл инцидент, закончившийся гибелью четырёх украинских военнослужащих 36-й отдельной бригады морской пехоты ВМС ВСУ. Начальник генштаба ВСУ Руслан Хомчак на брифинге заявил, что четверо погибших военнослужащих в момент обстрела находились в окопе и занимались инженерным оборудованием позиций. Они погибли в результате «выстрела из гранатомёта, к которому была прикручена мина 82-мм миномёта, которая попала прямо в окоп». По его словам, во время обстрела «бойцы ВСУ готовы были дать ответ врагу, но противник после обстрела покинул свои позиции». Представительство ДНР в Совместном центре по контролю и координации режима прекращения огня (СЦКК) заявило о непричастности к обстрелу: результаты проведённого расследования свидетельствуют о невозможности совершения обстрела с позиций ДНР по причине их удалённости от места происшествия. По версии представительства, причиной гибели могло стать неосторожное обращение с боеприпасами, а украинские власти обвиняют в произошедшем ДНР, чтобы отвлечь внимание общественности от своих собственных военных преступлений.
6 августа в Управлении Народной милиции ДНР заявили о том, что ВСУ приступили к подготовке к активным боевым действиям. По данным разведки, части и подразделения резерва ВСУ на Мариупольском направлении приведены в высшие степени боевой готовности и выдвинуты на передовые позиции. В частности, на огневые позиции выведены подразделения 406-й артиллерийской бригады ВМС в району населённых пунктов Терновое, Кирово, Андреевка, подразделения резерва 36-й и 35-й бригад морской пехоты выдвинулись к линии разграничения и развернулись в боевые порядки. В Мариуполе по тревоге были подняты полк «Азов» и подразделения 56-й мотопехотной бригады, которые выдвинулись в район сосредоточения на севере города, в готовности прибыть на передовые позиции. Вдоль линии соприкосновения увеличилась активность работы разведывательных БПЛА.
7 августа начальник пресс-службы Управления Народной милиции ДНР Даниил Безсонов заявил о продолжающейся подготовке ВСУ к активным действиям на мариупольском направлении: «За текущие сутки ВСУ, переместив подразделения резерва к линии боевого соприкосновения, приступили к пополнению запасов материальных средств и боеприпасов. Мы отмечаем подвоз 152-мм боеприпасов к самоходным артиллерийским установкам, размещённым вблизи населённого пункта Андреевка». По словам Безсонова, у села Кальчик под Мариуполем сосредоточены две мотопехотных роты 56-й бригады, которые в настоящее время пополняют запасы горюче-смазочных материалов и продовольствия. Все подразделения 36-й бригады морской пехоты на штатной технике сосредоточены вблизи передовых позиций у линии соприкосновения.
1 октября Контактная группа согласовала разведение сил конфликтующих сторон в Петровском и Золотом.
Разведение войск, планировавшееся на 7 октября и несколько раз переносившееся, в конце концов было сорвано. В «серую зону» в районе Золотого прибыла группа «ветеранов-добровольцев» из батальона «Азов» (членов «Национального корпуса») под командованием Андрея Билецкого, который заявил, что он и его подчинённые намерены «защищать каждый сантиметр украинской земли» и собираются занять позиции ВСУ в случае их отвода от линии соприкосновения. Билецкий заявил, что его люди останутся на линии столкновения у Золотого до тех пор, пока руководство Украины официально не откажется от идеи отвода войск и «формулы Штайнмайера», либо до возвращения ВСУ на позиции в случае, если отвод всё-таки состоится.
<…>
12 ноября было выполнено последнее условие, препятствовавшее проведению саммита в «нормандском формате», на котором должны впервые встретиться президенты РФ и Украины Владимир Путин и Владимир Зеленский. Стороны конфликта в Донбассе успешно развели войска на последнем пилотном участке — возле села Петровское.
7 ноября скандал вызвало заявление временного поверенного США на Украине Билла Тейлора, который, приехав в посёлок Золотое, заявил, что после ухода военных в образовавшиеся демилитаризованные зоны должны войти украинские полицейские и силы Национальной гвардии. Это заявление вызвало недовольство в обеих самопровозглашённых республиках Донбасса. Глава ДНР Денис Пушилин заявил по этому поводу: «Ответственно заявляю, что в случае возникновения ситуации, при которой на участках разведения появятся представители украинской полиции и Нацгвардии, так же зеркально и симметрично на этих территориях будут присутствовать представители силовых ведомств республики, а процесс разведения на новых участках станет неосуществим». Эту позицию позднее поддержал и российский президент Путин.
Тем временем, как сообщили в народной милиции ЛНР, на оставленных позициях в Золотом появляются «неподконтрольные президенту Украины националистические формирования» как в гражданской, так и в военной форме — предположительно, речь идёт о бойцах батальона «Азов», который с самого начала выступал против разведения сил.
2 декабря Служба безопасности Украины заявила, что в Донбассе погибли два военнослужащих Центра специальных операций СБУ. 4 декабря представитель Министерства госбезопасности ДНР сообщил, что 30 ноября на линии разграничения погибли два полковника спецподразделения «Альфа» СБУ, которые пытались проникнуть в ДНР в составе диверсионной группы из четырёх человек, имевшей задачу захватить одну из ключевых позиций сил ДНР на мариупольском направлении. На месте инцидента была обнаружена специальная экипировка и вооружение производства США. По словам замначальника Управления Народной милиции ДНР Эдуарда Басурина, конечной целью диверсионной группы было спровоцировать Народную милицию ДНР на ответные действия, которые смогли бы вызвать дальнейшую эскалацию боестолкновений, способную перерасти в масштабные боевые действия, что, в свою очередь, стало бы поводом для обвинения ДНР в нарушении Минских соглашений.
4 декабря в пресс-службе Управления Народной милиции ДНР сообщили, что наблюдателями было отмечено проведение инженерных работ по установке более 200 противотанковых мин (ТМ-62) вблизи участка разведения сил «Петровское — Богдановка», а также 70 мин непосредственно на самом участке разведения сил и средств. Кроме того, по данным УНМ, вооружённые формирования Украины продолжают стягивать технику и устанавливать её вблизи жилых домов.